# مشهد طبيعي

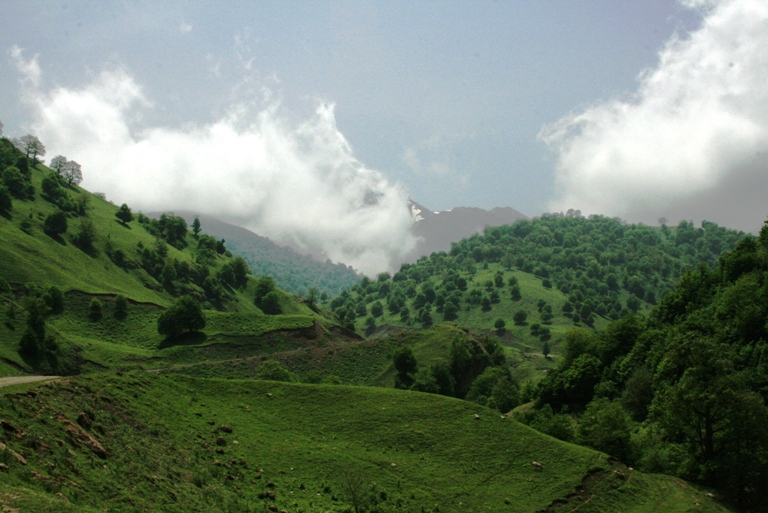

المشهد الطبيعي هو المنظر الأصلي الموجود قبل أن يتم التعامل معه من قبل الثقافة الإنسانية ، المشهد الطبيعي والمشهد الثقافي جزءان مختلفان من المشاهد، ومع ذلك، المناظر الطبيعية من القرن الحادي والعشرين التي لم تمسها الأنشطة البشرية تمامًا، ولم تعد هناك إشارة إلى درجات الطبيعة داخل المناظر الطبيعية.
استُخدمت عبارة «منظر طبيعي» أول مرة فيما يتعلق برسم المناظر الطبيعية والحدائق الطبيعية، لمقارنة أسلوب رسمي بأسلوب أكثر طبيعية، أقرب إلى الطبيعة. كان ألكساندر فون همبولت (1769 - 1859) يهدف إلى زيادة تصور عن فكرة المناظر الطبيعية المنفصلة عن المشهد الثقافي، ثم في عام 1908 قام العالم الجغرافي أوتو شلوتر بتطوير الممفاهيم المتعلقة بالمناظر الطبيعية الثقافية المقابلة لها في محاولة لإعطاء علم الجغرافيا موضوعًا مختلفًا عن العلوم الأخرى.